# Rede La Salle
A Rede La Salle (também conhecida como Irmãos das Escolas Cristãs, Irmãos Lassalistas ou Irmãos de La Salle) é uma rede de escolas presente em 80 países fundada em 1680 por São João Batista de La Salle.
A Rede La Salle é um empreendimento do Instituto dos Irmãos Lassalistas. Sua proposta educativa é baseada nos princípios de João Batista de La Salle, sacerdote da França (1651-1719) que, renunciando a todos os privilégios da sua condição de nobre, dedicou-se à criação de escolas para as crianças das classes menos favorecidas. Sua primeira escola foi fundada em 1679. Da França, a atuação dos Irmãos espalhou-se pelo mundo.

## Dados Atuais
- 80 países
- 4,5 mil irmãos
- 55 mil educadores
- 1700 comunidades educativas
- 1 milhão e 890 mil de alunos

## Portugal
Em Portugal, o Colégio La Salle de Barcelos entrará em rede com os demais centros educacionais do grupo até fins de 2010.

## Brasil
A Rede La Salle no Brasil
- Em 10 estados e no Distrito Federal
- 48 comunidades educativas
- 70 mil alunos
- 3 mil educadores

Atualmente é formada por instituições de três países: Brasil, Chile e Moçambique, formando a Província La Salle Brasil-Chile. Moçambique é uma missão mantida pelos Irmãos Lassalistas do Brasil.

## Santos e Beatos Lasallistas
- Miguel Febres Cordero
- Héctor Valdivielso Sáez
- Nicolás Roland
- Benildo Romançon
- Jaime Hilário
- Muciano-Maria Viaux
- Ir. Arnoldo
- Ir. Salomão
- Ir. Escubilião
- Mártires de Almería
- Mártires de Rochefort
- Mártires de Valencia
- Leonardo José e Companheiros, Mártires da Espanha
- Dez Mártires de Turón

## Lugares Lasallistas
- Monastério de Santa María de Bujedo, Burgos, Espanha
- Santuário de Santa María de la Estrella, San Asensio, Espanha
- La Salle Manaus, Amazonas, Brazil
- La Salle Águas Claras, Distrito Federal, Brazil
- La Salle Lucas do Rio Verde, Mato Grosso, Brazil
- La Salle Rondonópolis, Mato Grosso, Brazil.
- La Salle Toledo, Paraná, Brazil
- La Salle Canoas, Rio Grande do Sul, Brazil
- La Salle Medianeira Cerro Largo, Rio Grande do Sul, Brazil
- La Salle São João Porto Alegre, Rio Grande do Sul, Brazil
- La Salle Carazinho, Rio Grande do Sul, Brazil
- La Salle Ipê, Rio Grande do Sul
- La Salle Abel, Rio de Janeiro, Brazil
- La Salle Peperi, Santa Catarina, Brazil
- La Salle Botucatu, São Paulo, Brazil
- La Salle São Carlos, São Paulo, Brazil[3]